# Myrsine linearis
Myrsine linearis là một loài thực vật có hoa trong họ Anh thảo. Loài này được (Lour.) Poir mô tả khoa học lần đầu tiên vào năm 1814.